# Нарев
Нарев (на беларуски: Нараў; на полски: Narew; на руски: Нарев) е река в Беларус (Гродненска област) и Полша (Подляско и Мазовско войводство) десен приток на Западен Буг (десен приток на Висла) (в някои полски и немски източници се води като десен приток на Висла). Дължина 438 km (в някои полски и немски източници като приток на Висла, 476 km). Площ на водосборния басейн над 28 хил.km².

Река Нарев води началото си от източната част на резервата Беловежка гора, на 193 m н.в. в района на село Нови Двор, в югозападната част на Гродненска област в Беларус. Почти по цялото се протежение тече по залесена, на места силно заблатена равнина. Влива се отдясно в река Западен Буг, до село Сероцк, на 79 m н.в., на около 27 km северно от Варшава. Основни притоци: леви – Наревка, Орлянка, Слина, Гац, Ож; десни – Супрасъл, Нересъл, Бебжа, Писа, Розога, Омульов, Ожиц. Има предимно снежно подхранване с ясно изразено пролетно пълноводие, когато нивото ѝ се покачва с 4 – 6 m и лятно маловодие. Среден годишен отток в устието 130 m³/sec. Заледява се в края на декември, а се размразява в средата на март, като ледовите явления продължават средно 80 дни в годината. Плавателна е в долното си течение, като чрез десният си приток Бебжа и Августовският канал се свързва с река Неман на север. По тачението на Нарев са разположени множество населени места само на полска територия, в т.ч. градовете: Сураж, Лапи, Ломжа, Новогруд, Остроленка, Пултуск.